# Język drehu
Język drehu (lub de’u, dehu), także lifou (lub lifu) – język austronezyjski używany w prowincji Wyspy Lojalności w Nowej Kaledonii, przez mieszkańców wysp Lifou i Tiga. Według danych z 2009 roku posługuje się nim 13 tys. osób.
Różnice dialektalne pomiędzy trzema dystryktami (Wetr, Gaica i Mu) są nieznaczne. Według Ethnologue (wyd. 22, 2019) pozostaje w powszechnym użyciu w regionie, ale znajduje się pod presją języka francuskiego.
Na tle języków Melanezji wyróżnia się złożonym systemem spółgłoskowym. Na wyspie Lifou rozwinął się też język zwany „miny”, rejestr o charakterze grzecznościowym. Już w latach 60. XX w. leksyka miny nie była dobrze znana. Wiele spośród form miny nie wykazuje pokrewieństwa ze zwykłymi wyrazami drehu.
Badaniem języka drehu zajmował się Darrell T. Tryon, autor słowników (1967)  i opracowania gramatycznego (1967/1968) .
Jest stosowany w edukacji. Zapisywany alfabetem łacińskim. Piśmiennictwo w języku drehu powstało za sprawą działalności misjonarzy w XIX w. Wtedy też wypracowano zasady ortografii.